# Футурологія
Футуроло́гія (від лат. futurum — майбутнє та грец. λόγος — вчення) — напрям різних досліджень, що займаються вивченням майбутніх станів суспільства і соціальних процесів взагалі, перспектив історичного розвитку людства, передбаченням його майбутнього. У широкому значенні — загальна концепція майбутнього Землі і людства, комплексна дисципліна, що базується на даних суспільствознавчих і природничих наук для дослідження і передбачення майбутнього.

## Історія

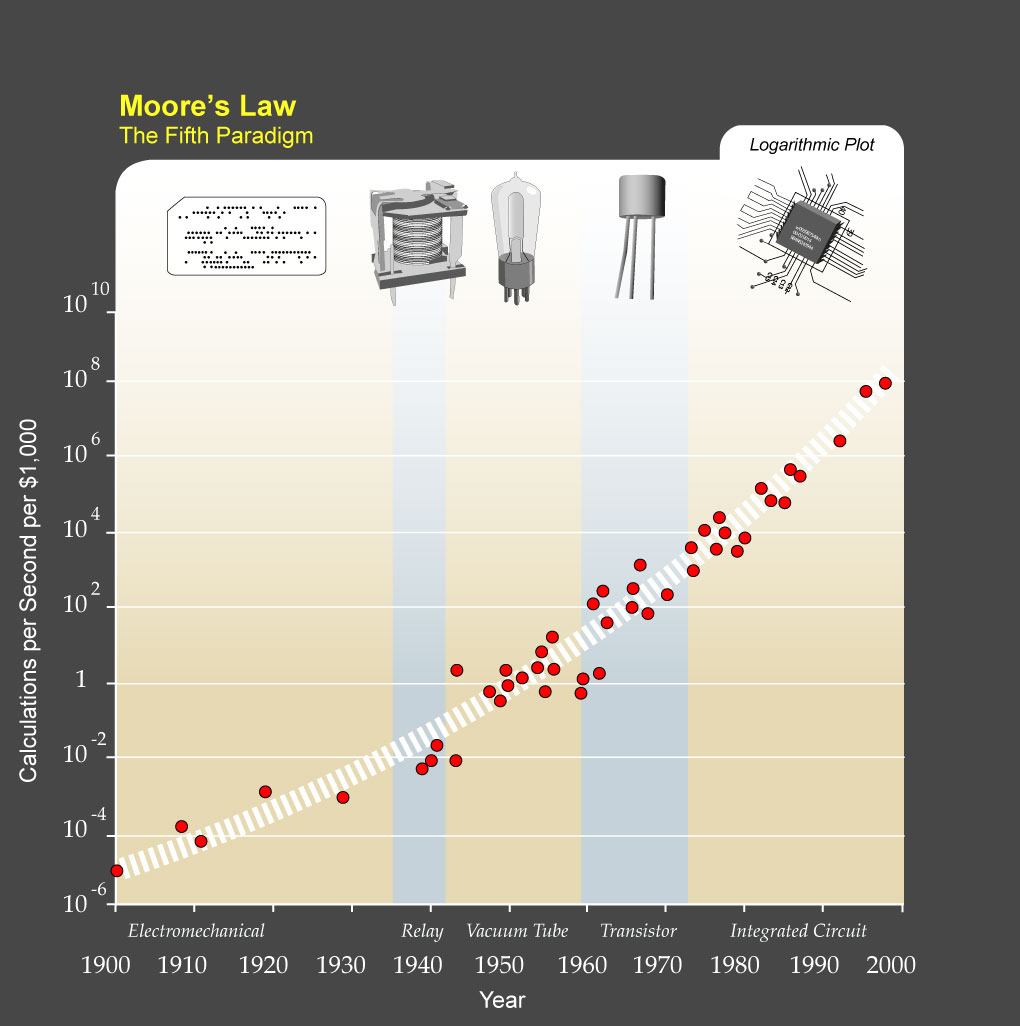
Ілюстрація закону Мура, що прогнозує розвиток електроніки

Першими історичними попередниками футурології вважаються релігії, що містили уявлення про призначення людини, циклічну історію чи ідеї кінця світу: індуїзм, джайнізм, буддизм, сикхізм, юдаїзм, християнство та іслам. Також до попередників футурології належать філософські утопічні праці на кшталт «Держави» Платона, «Нової Атлантиди» Френсіса Бекона та «Утопії» Томаса Мора, де зображався бажаний суспільний лад.
Підґрунтям виникнення футурології став підхід історицизму, визначений Карлом Поппером у 1930-их як підхід в низці соціально-філософських концепцій, які стверджують існування певних законів розвитку історії, відкриття яких дозволить з'ясувати її майбутній хід. Такий підхід прослідковується в працях від античних філософів, Геракліта, Платона й Аристотеля, до Ніколя де Кондорсе, Вольтера, Гегеля, Карла Маркса та пізніших. У другій половині ХІХ століття письменники-фантасти Жуль Верн та Герберт Веллс започаткували оптимістичний та песимістичний напрями в описі впливу на людство нових технологій.
Наукові прогнози щодо майбутнього розвитку технологій, країн і людства загалом почали масово виникати наприкінці ХІХ — на початку ХХ століття. Такими зокрема були «Німеччина в 2000 році» Георга Ерманна (1891); «Майбутня війна та її економічні наслідки» Івана Бльоха (1897); «Начерк політичної і економічної організації майбутнього суспільства» Гюстава де Молінарі (1899); «Передбачення» Герберта Велза (1901); «Дедал, чи Наука й майбутнє» Джона Голдейна (1924). Їх попередниками були праці Костянтина Ціолковського, Джона Бернала, Норберта Вінера, де описувалися думки щодо філософських й технологічних змін людства майбутнього. У 1937 році група фахівців під керівництвом Вільяма Огбурна з Чиказького університету спрогнозувала вплив розвитку нових технологій на США за наступні 20 років.
Термін «футурологія» запропонував 1943 року німецький соціолог Осип Флехтгейм у листі до письменника Олдоса Гакслі. Книга австрійського журналіста Роберта Юнга «Майбутнє вже почалось» (1952) популяризувала футурологію як передбачення майбутнього розвитку технологій і суспільства. До вчених-футурологів відносять таких, як Роберт Корніш, Деніел Белл, Елвін Тоффлер, Френсіс Фукуяма та ін.
У Радянському Союзі наукове прогнозування майбутнього знаходилося в рамках марксистсько-ленінської ідеології. В 1950–1960-ті роки виникла концепція так званого технологічного прогнозування, проте не отримала належного відгуку. В цей час осередком розвитку футурології стала Франція, де 1957-го року філософ та міністр освіти Франції Гастон Берже заснував Міжнародний центр майбутнього та футурологічний журнал «Prospective». У 1966 американський футуролог Роберт Корніш заснував неурядову освітню та дослідницьку організацію World Future Society.
У 1960-х — середині 1970-х років футурологія яскраво проявлялася в діяльності «Комісії 2000 року» при Американській академії мистецтв і наук під головуванням Деніела Белла, а також у доповідях «Римського клубу». Для цього періоду було характерне прогнозування руйнівного впливу техногенного суспільства та небезпеки ядерної війни. Герман Кан у 1960 році опублікував книгу «Про термоядерну війну», що сприяло дискусіям на тему загрози самознищення людства. Із середини 1960-их виникають навчальні дисципліни, присвячені футурології. Зокрема, у 1966 році Елвін Тоффлер започаткував курс лекцій «Соціальні зміни і майбутнє».
Значний внесок здійснила книга Елвіна Тоффлера «Футурошок» (1970), присвячена стресу та дезорієнтації людини внаслідок пришвидшення змін в різних сферах її життя. У 1980-ті роки утвердилася думка, що певні події неможливо передбачити математично, насамперед ті, в яких задіяні природний або людський фактори.
Починаючи з 1990-х років виділяється ідея «кінця історії» Френсіса Фукуями про згасання гостроти глобальних проблем через поширення ліберальної демократії. Натомість Самуель Гантінгтон висунув ідею «зіткнення цивілізацій» про загострення суперечностей і імовірне зіткнення між цивілізаціями на релігійному ґрунті. Виник форсайт, зокрема корпоративний форсайт, коли великі компанії на зразок Siemens, BMW, Shell розробляють і публікують власні прогнози, що стосуються економіки, технологій, енергетики тощо.

## Місце футурології в структурі знання

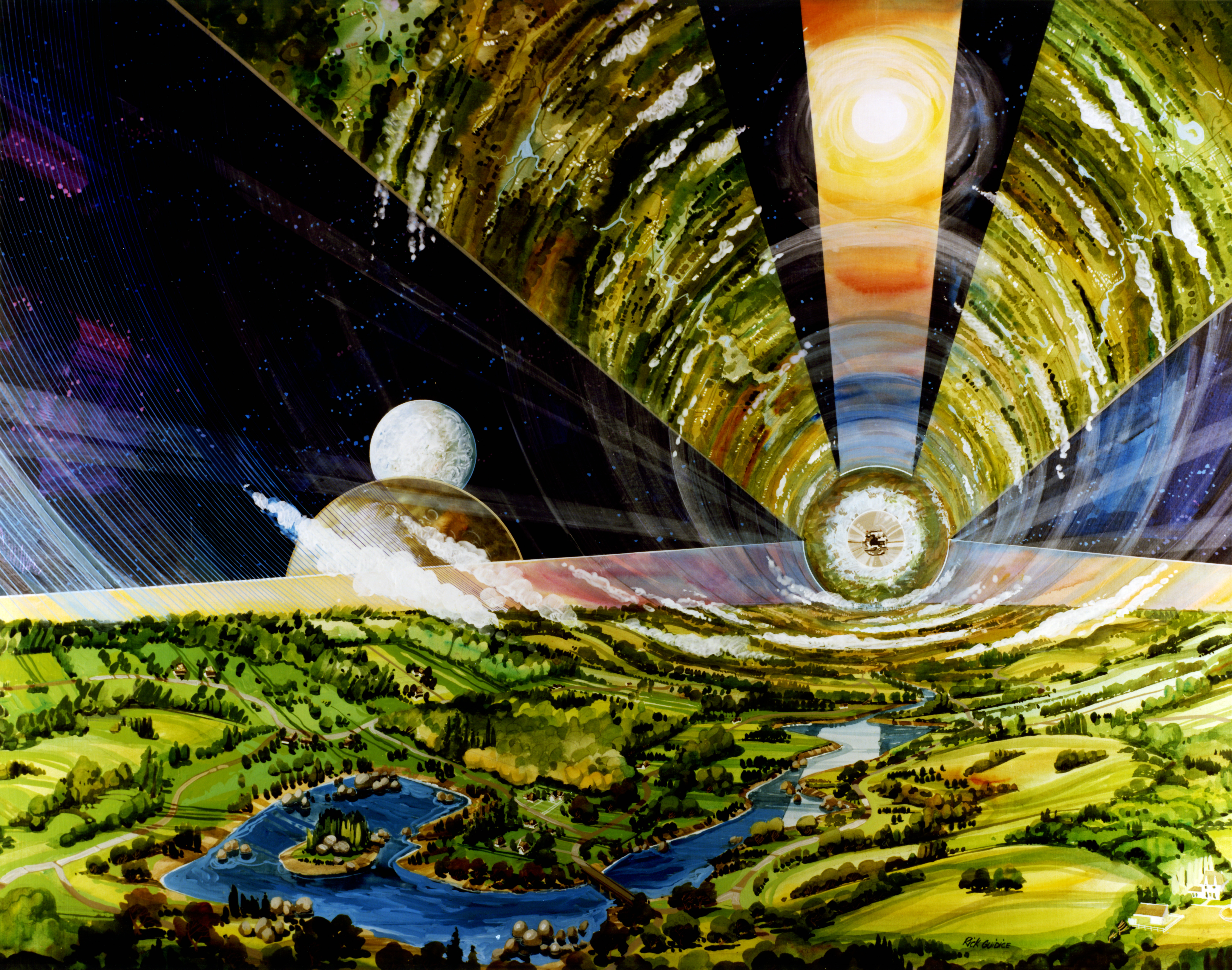
Прогнозування майбутнього часто належать до фантастики, а не академічної науки

Футурологія являє собою синтез філософського аналізу, конкретно-наукових знань, художньо-естетичної уяви і буденної свідомості. Основу футурології складає комплекс філософських і загальнонаукових принципів, ідей, понять і абстракцій, смислообразів тощо, а також сукупність певних конкретнонаукових знань про суспільство, природу і людину. Окреме місце належить уявленням про історичний процес, його спрямованість і закономірності.
Разом з тим футурологічні прогнози значною мірою спираються на узагальнені наочно-чуттєві образи, тому часто зближуються з сучасною міфологією. В прогнозах часто виражаються переживання, схильності, переваги суб'єкта прогнозування, його власні ціннісні установки. Нерідко прогнози майбутнього стають частиною ідеології, нав'язуються суспільству, або вливаються до соціальних практик. Футурологічні передбачення часто реалізуються не в рамках науки, а художньої творчості, зокрема наукової фантастики.
Футурологія, хоч і ґрунтується передусім на науці, не слідує цілковито науковому методу, оскільки не може бути фальсифікована (спростована) ніякими методами, крім спостереження насталого прогнозованого часу.
Американський науковець та просвітник Карл Саган писав щодо прогнозування майбутнього:
|                                                          | Я не вважаю безвідповідальним описувати навіть найжахливіше майбутнє: якщо нам треба його уникнути, то слід мати на увазі його можливість. |
| — Карл Саган, Блакитна цятка. Космічне майбутнє людства. | |

## Курси з футурології
Освіта в галузі футурологічних досліджень бере свій початок з другої половини XX століття. У Сполучених Штатах Америки навчання футурології почалося з 1960-х років, з тих пір у різних країнах футурологічна освіта отримала популярність. Вона стимулює використання концепцій, інструментів і процесів, що дозволяють студентам думати на перспективу, послідовно і винахідливо. Як правило, допомагає студентам:
- у концептуалізації більш справедливого та сталого людського і планетарного майбутнього;
- розвивати знання і навички у вивченні можливого і бажаного майбутнього.
- зрозуміти динаміку і вплив, що людські, соціальні та екологічні системи мають альтернативні варіанти майбутнього;
- стимулює відповідальність і дії з боку студентів до створення кращого майбутнього.

Ретельне документування історії футурологічної освіти існує, наприклад, у роботі Річарда А. Слотера (2004), Девіда Хікса, Івани Мілоєвич і Дженніфер Джидлі.

## Футурологи
- Деніел Белл
- Пітер К. Бішоп
- Нік Бостром
- Артур Кларк
- Джим Датор
- Леонардо да Вінчі
- Ніколя де Сантіс
- Волт Дісней
- Джордж Фрідман
- Уго де Гаріс
- Дженніфер М. Джідлі
- Бен Герцель
- Артур Харкінс
- Стівен Гокінг
- Олдос Хакслі («Прекрасний новий світ»)
- Мітчелл Іоахім
- Білл Джой
- Роберт Юнг
- Герман Кан
- Мічіо Каку
- Рей Курцвейл
- Макс Мор
- Джордж Орвелл («1984»)
- Кім Стенлі Робінсон
- Андерс Сандберг
- Пітер Шварц
- Джон Смарт
- Марк Стівенсон
- Елвін Тоффлер («Шок майбутнього»)
- Жюль Верн («Із Землі на Місяць»)
- Жак Фреско («Проект Венера»)
- Микола Амосов
- Станіслав Лем
- Карл Саган